# Az
Az (stsl. azъ) je naziv za prvo slovo glagoljice i stare ćirilice. 
Njime se bilježio glas /a/. U latinici njemu odgovara slovo A. Slovo se u oba pisma koristilo i za zapis broja 1.
Ćirilički simbol je vrlo sličan grčkom alfa:
Porijeklo glagoljičkog simbola nije objašnjeno za zadovoljavajući način; moguće da je izvedeno iz grčkog α (alfa) ili simbola križa. Pored oblika vrlo sličnih u obloj i uglatoj glagoljici, na nekim dokumentima se pojavljuje i sasvim drugačija varijanta, tzv. trokutasto A, npr. na Baščanskoj ploči:
| oblo az | az s Baščanske ploče | trokutasto A | uglato az |
| oblo az | az s Baščanske ploče | trokutasto A | uglato az |

Postoje pretpostavke da se trokutasto A drugačije izgovaralo (npr. dulje).

## Predstavljanje u standardu Unicode i HTML-u
Standard Unicode i HTML ovako predstavljaju slovo az u glagoljici (zajedno s trokutastim A):
|                     | Unikod | Unikod                                 | HTML     | HTML | izgled ovisi o pregledniku | poveznice (engl.)                |
| k. točka            | naziv  | kod                                    | entitet  |      | izgled ovisi o pregledniku | poveznice (engl.)                |
| ------------------- | ------ | -------------------------------------- | -------- | ---- | -------------------------- | -------------------------------- |
| veliko slovo az     | U+2C00 | GLAGOLITIC CAPITAL LETTER AZU          | &#x2C00; | nema | Ⰰ                          | detaljni podaci test preglednika |
| malo slovo az       | U+2C30 | GLAGOLITIC SMALL LETTER AZU            | &#x2C30; | nema | ⰰ                          | detaljni podaci test preglednika |
| veliki trokutasti A | U+2C2D | GLAGOLITIC CAPITAL LETTER TROKUTASTI A | &#x2C2D; | nema | Ⱝ                          | detaljni podaci test preglednika |
| mali trokutasti A   | U+2C5D | GLAGOLITIC SMALL LETTER TROKUTASTI A   | &#x2C5D; | nema | ⱝ                          | detaljni podaci test preglednika |

## Vanjske poveznice
- (engl.) Definicija glagoljice u standardu Unicode (PDF)
- (engl.) Stranica R. M. Cleminsona, s koje se može instalirati font Dilyana koji sadrži glagoljicu po standardu Unicode (ne sadrži trokutasto a)